# أنتوني ماكارتن
أنتوني ماكارتن (بالإنجليزية: Anthony McCarten) (و. 1961  م) هو كاتب سيناريو، وصحفي، ودرامي ‏، وروائي، ومخرج أفلام، ومنتج أفلام نيوزلندي، ولد في نيو بلايموث.

## التعليم
تعلم في جامعة فيكتوريا، وتعلم في جامعة ماسي
.

## وصلات خارجية
- أنتوني ماكارتن على موقع IMDb (الإنجليزية)
- أنتوني ماكارتن على موقع مونزينجر (الألمانية)
- أنتوني ماكارتن على موقع أول موفي (الإنجليزية)
- أنتوني ماكارتن على موقع بوكس أوفيس موجو (الإنجليزية)
- أنتوني ماكارتن على موقع قاعدة بيانات الأفلام السويدية (السويدية)
- أنتوني ماكارتن على موقع قاعدة بيانات الفيلم (الإنجليزية)
- أنتوني ماكارتن على موقع كينوبويسك (الروسية)